# 大衛·瓊斯 (政治人物)

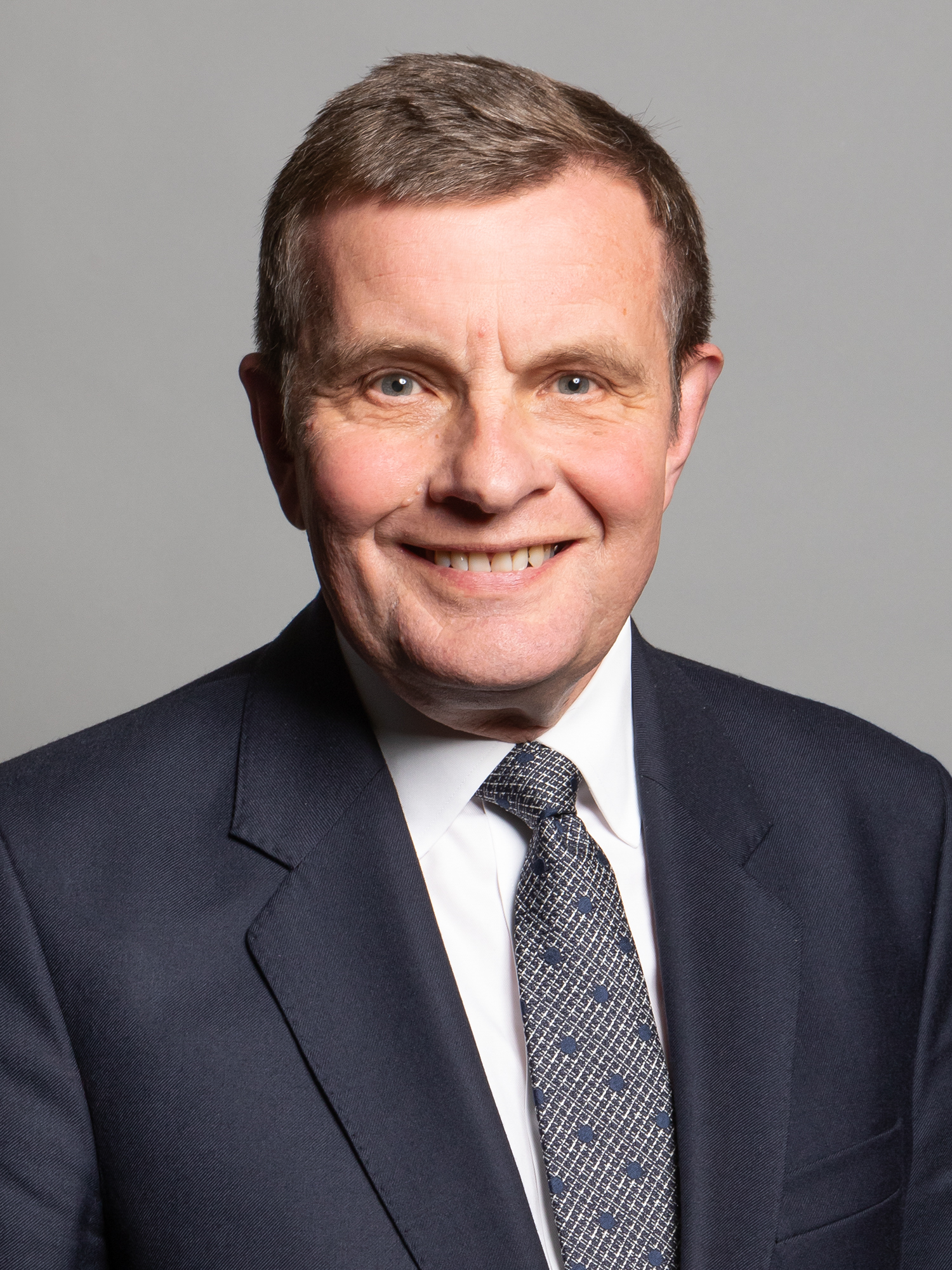

大衛·瓊斯（David Ian Jones，1952年3月22日—）是一位英國政治人物，他的黨籍是保守黨。自2005年開始，他擔任威爾斯西克盧伊德選區選出的英國下議院議員。他曾經擔任威爾斯事務大臣。